# Cwmbran Town Association Football Club
El Cwmbrân Town Association Football Club és un club de futbol gal·lès de la ciutat de Cwmbrân.

## Història
Va ser fundat el 1951. Fou el primer club campió i el primer en descendir de la League of Wales. Fou finalista de copa els anys 1997, 2000 i 2003. El club ha patit crisis financeres que l'han portat a abandonar la lliga de Gal·les.

## Palmarès
- Lliga gal·lesa de futbol: 
  - 1992-93

- Segona divisió gal·lesa de futbol: 
  - 1967-68

- Office Interiors Welsh League Cup: 
  - 1990-91

- Gwent Senior Cup: 
  - 1994-95, 1995-96, 2005-06

- Monmouthshire Challenge Cup: 
  - 1954-55, 1955-56

## Futbolistes destacats
- Darren Campbell
- Mark Aizlewood
- Danny Gabbidon
- Richard Hurlin
- Kenny Morgans
- Kaid Mohamed